# A7 (sittvagn)
A7 är en järnvägsvagn (sittvagn) med första klass tillverkad av Kalmar Verkstad mellan åren 1980 och 1987 för dåvarande Statens Järnvägar. Totalt byggdes 56 st. Vid uppdelningen 2001 stannade de flesta vagnarna kvar hos SJ AB men en vagn, SJ A7 5261, hamnade hos Affärsverket Statens Järnvägar och ägandet har numera övergått till Trafikverket. De ursprungliga serienumren var 5231-5247, 5249-5275, 5340-5343 och 5508-5515.

## Varianter
Det finns i huvudsak fyra varianter som skiljer från ursprungsvarianten i olika grad, dessa är A7F, A7FA, A7M och A8. A7M och A8 var varianter som levererades som sådan, övriga har ombyggts senare. De tolv sista vagnarna som levererades var av en annan variant som litterades A8. 
| Littera | Beskrivning                            | Antal | Status                                            |
| ------- | -------------------------------------- | ----- | ------------------------------------------------- |
| A7F     | Rökfri vagn                            | 12st  | Littera slopat då alla SJ:s tåg numera är rökfria |
| A7FA    | Uppfräschad vagn för Interregio-trafik | 11st  | Ingen uppgift                                     |
| A7M     | Mjuka boggier, skivbromsar             | 20st  | I trafik                                          |
| A8      | Serveringsvagn                         | 12st  | Ombyggda till A7 efter ett antal år               |

## Ombyggnader

### Interregio
Under 1990-talet byggdes ett antal vagnar om till InterRegiovagnar med beteckningarna AB9 och B9. De fortsatte att vara av dessa modeller i flera år efter att konceptet slopades men är nu ombyggda till A7 igen.

### Blue X
2001 lanserade SJ konceptet Blue X som var menat att ersätta X2000 vid störningar, av olika skäl så blev det inte så men dessförinnan hann nio vagnar byggas om till A11.

### Renovering
År 2009-2010 byggdes 18 A7:or om till B7 och övriga moderniserades kraftigt. Detta innebar bland annat att stolarna kläddes om, vagnarna målades om utvändigt och försågs med ny belysning. De renoverade vagnarna känns igen på den vita listen som sitter runt dörrarna.